# Barítono
| Tipo de Voz  | Tipo de Voz |
| Feminino     | Masculino   |
| ------------ | ----------- |
| Soprano      | Tenor       |
| Meio-soprano | Barítono    |
| Contralto    | Baixo       |

Barítono é a voz masculina intermediária, que se encontra entre as extensões vocais de baixo e tenor. Trata-se de uma voz mais grave e aveludada que a dos tenores, porém quase nunca conta com a mesma agilidade. Compensa-se no volume e na capacidade de produzir notas graves e cavernosas, também é uma voz madura e viril. Barítono é a voz masculina mais comum nos países frios, tem sua extensão vocal dentro dos limites do sol 2 ao si 3, no canto coral, podendo se estender do ré 2 ao sol 4, ou em alguns casos mais raros até mais grave ou agudo, estendendo-se do sol bemol 1 ao si 4.
A identidade dessa voz é definida apenas no século XIX, como uma consequência da transformação da voz de tenor. Nesse ponto, cria-se o intermédio de espaço entre tenor e baixo, o chamado baixo cantante nas primeiras décadas do século, tornando-se barítono. A voz do barítono puro, sendo dramática ou lírica, tem a zona de transição no mi bemol 3 e uma impostação e emissão semelhantes a do tenor (dramático), mesmo quando são também mais importantes, sonoros e extensos os registros grave e médio. Há alguns barítonos que adentram a região de um baixo bem treinado e ao mesmo tempo, a região do tenor dramático como um próprio.

## Tipos de barítono

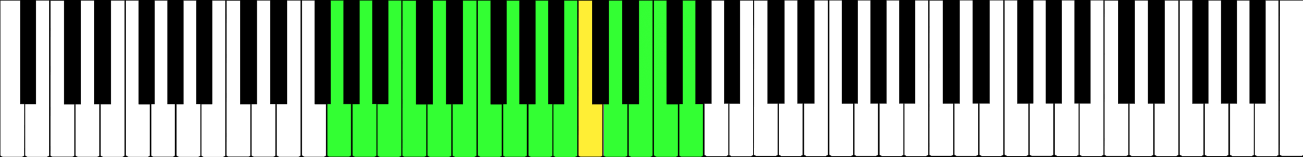
localização da extensão vocal do barítono no piano.

Dentro da voz de barítono encontramos tipos distintos, classificados desta maneira na ópera:
- Baixo-barítono: É uma alta voz grave ou uma voz baixa de barítono que compartilha certas qualidades com a verdadeira voz de barítono. A voz de um baixo-barítono é distinguida por dois atributos: Primeiro, ele deve ser capaz de cantar confortavelmente em uma tessitura baritonal. Em segundo lugar, precisa ter o menor intervalo ressonante tipicamente associado com a voz de baixo. Por exemplo, o papel de Wotan em Die Walküre abrange o intervalo de fá 2 para fá sustenido 4, mas raramente desce além de mi 2. Baixos-barítonos são tipicamente divididos em duas categorias distintas: Lírico e dramático. - Tessitura geral de fá 2 a fá sustenido 4.

- Barítono dramático: É o timbre mais comum dos barítonos. Sem o alcance do tenor, ou do barítono lírico, o barítono dramático, mais do que compensa essas limitações com potência e resistência. O barítono dramático tem poder na voz, é capaz de ondulações e sustentar o vocal com confiança. Uma voz que é mais rica e mais completa, e, mais dura do que um barítono lírico e com uma qualidade mais escura, com graves poderosos, conforme a nomenclatura indica. - Tessitura geral de G2 - G4.
- Barítono alto: Barítono alto é um tipo de barítono dramático mais intenso e com um registro agudo seguro. É expressivo, muito metálico, de grande amplidão sonora e é o barítono típico do repertório de Verdi, cheio de dramatismo e vigor. - Tessitura geral de G2 - B♭4.
- Kavalierbariton: Uma voz metálica, que pode cantar frases tanto líricas e dramáticas, com uma cor barítonal nobre e viril. Não é tão poderoso quanto o barítono Verdi, que deverá ter uma aparência poderosa no palco, talvez muscular ou fisicamente grande. - Tessitura geral: lá 2 - sol 4.
- Baryton-noble: Este termo é usado na ópera francesa e descreve uma voz de barítono nobre e heróica, que combina qualidades líricas e dramáticas. É frequentemente associado a papéis de heróis nobres e aristocráticos. - Tessitura geral: lá 2 - sol 4.
- Barítono Buffo: Especializado em papéis cômicos, comum em óperas cômicas (opera buffa). Este tipo de barítono possui uma voz flexível e ágil, muitas vezes empregando técnicas vocais que acentuam o humor e a teatralidade dos papéis interpretados. - Tessitura geral: lá 2 - sol 4.
- Barítono spinto: Um barítono lírico com a capacidade de cantar passagens mais dramáticas e intensas, similar ao tenor spinto. Este tipo de barítono é adequado para papéis que exigem tanto sutileza quanto força. - Tessitura geral: lá 2 - sol 4.
- Barítono lírico: O mais doce, mais suave som de barítono, com falta de dureza; mais leve e talvez mais maduro do que o barítono dramático, com maior tessitura. Ele é geralmente atribuído a papéis que podem tanto ser sérios quanto cômicos nas óperas[3]. - Tessitura geral: lá 2 - si bemol 4.
- Barítono Verdi: A categoria de voz mais especializada do subconjunto do barítono dramático refere-se a uma voz capaz de cantar de forma consistente e fácil na parte mais alta da faixa baritonal. Às vezes estendendo-se até ao dó 5, com propriedade forte e robusta quando necessário, com registro alto "gritado". -  Tessitura geral: sol 2 - si bemol 4.
- Barítono leggero: Barítono de grande extensão, aguda e clara, ágil e flexível dinamicamente, com claridade e volume de menos, e não muito potente. - Extensão Vocal vai de G♭2 - B♭4.

- Barítono Martin: O Barítono Martin (por vezes referido como barítono light) não tem a menor faixa que abaixo de G2 ou B2, que um barítono mais pesado é capaz de fazer, e tem uma qualidade quase de tenor mais leve. Geralmente visto apenas no repertório francês, esta facha foi nomeada após o cantor francês Jean-Blaise Martin ter sido associado com o aumento do barítono no século XIX. Martin era bem conhecido por sua predileção por falsete, e a designação 'Barítono Martin' tem sido usada (Fauré, 1886) para separar a voz do "Barítono Verdi", que leva mais a voz de peito e tem o intervalo médio-agudo superior. É importante notar que este tipo de voz tem partes de passaggio com o tenor dramático e heldentenor (dó sustenido 4 e fá 4, respectivamente), e, portanto, poderia ser treinado como um tenor, em certos casos. - Classificando melhor, sua tessitura é do sol 2 ao fá 4.

- Baritenor:  Voz poderosa e extensa, que pode cantar tanto como um forte barítono quanto desenvolver um repertório especial para tenor. O baritenor tem a habilidade de produzir notas graves com profundidade e riqueza associadas aos barítonos, e alcançar agudos que se aproximam ou mesmo se sobrepõem às dos tenores. Este tipo de voz combina características de vozes graves como barítono alto, baixo-barítono e baixo-profundo nas notas graves, enquanto mantém a capacidade de atingir agudos semelhantes aos dos tenores.- Sua tessitura vocal geralmente varia aproximadamente de A2 a A4, embora em casos excepcionais possa estender-se até B♭2 na região mais grave e até G5 na região mais aguda. Esta amplitude permite ao Baritenor transitar entre registros de barítono e tenor, destacando-se por sua capacidade de cantar tanto as partes mais graves típicas de quase baixos, quanto as partes mais agudas típicas dos tenores.